# Guitar Hero: Warriors of Rock
Guitar Hero: Warriors of Rocks (initialement appelé Guitar Hero 6) est un jeu vidéo de rythme de la série Guitar Hero. C'est la suite directe de Guitar Hero 5. Il est sorti en 2010 sur les consoles de jeu PlayStation 3, Xbox 360 et Wii et contient 93 chansons.

## Système de jeu
Comme les jeux précédents de la série, Guitar Hero: Warriors of Rock est un jeu de rythme qui permet à quatre personnes de jouer en groupe avec un chanteur, un guitariste, un bassiste et un batteur en utilisant des instruments en plastique auxquels sont branchées les manettes. Le but pour chaque joueur est de jouer en rythme avec les notes qui défilent à l'écran afin de marquer des points,.
Warriors of Rock contient un mode « quête » qui permet de progresser dans les chansons du jeu. Ce mode est centré sur une histoire racontée par Gene Simmons (Philippe Manœuvre dans la version française) dans laquelle le joueur doit sauver le demi-dieu du rock d'une créature mécanique appelée la Bête. Le joueur doit recruter et incarner huit personnages qui ont chacun un pouvoir affectant le gameplay. Pour recruter un personnage, il doit interpréter des chansons qui représentent son genre musical dans un lieu lié à ce genre. Par exemple, le premier personnage, Johnny Napalm, a plusieurs chansons punks et utilise le club CBGB à New York,. Une fois que le joueur a atteint un certain nombre d'étoiles pour ce personnage, ce dernier est transformé en « guerrier », ce qui améliore son pouvoir, et est recruté dans le groupe du joueur. L'élément central de la quête est la chanson 2112 du groupe Rush ; le joueur doit en interpréter les sept parties,.
Dans le mode Quickplay+, le joueur peut choisir une chanson parmi toutes celles du disque et celles qu'il a téléchargées. Il y a 13 objectifs à atteindre pour chaque chanson. Douze sont similaires à ceux de Guitar Hero 5, par exemple obtenir un score élevé ou réussir un grand nombre de notes à la suite, et chacun d'entre eux a trois niveaux (or, platine et diamant) qui donnent 1 à 3 étoiles une fois atteints. Si le joueur a déloqué les pouvoirs d'un personnage dans le mode Quête, il peut utiliser ses pouvoirs pour essayer d'atteindre le maximum de 20 étoiles dans chaque chanson et réussir le treizième objectif.
La version Wii contient une amélioration du monde « Roadie » de Guitar Hero 5 : jusqu'à quatre personnes supplémentaires (les « Roadies ») peuvent connecter leur Nintendo DS à la Wii et aider les autres joueurs.

## Bande sonore
La version physique de Warriors of Rock comprend 93 chansons. Selon Bright, elles font toutes parties de quelques genres musicaux, « le punk, le rock alternatif et le rock classique », pour éviter une trop grande dispersion. Il note cependant qu'« il y a tout de même de la variété dans ce jeu » pour ne pas écarter les fans de la série en général. Les développeurs font attention à avoir des structures musicales variées et des chansons amusantes à interpréter. D'après Bright, une chanson idéale pour le jeu « a un riff mémorable sans être répétitive ». Elle a également « beaucoup de changements d'accords et, dans l'idéal, un solo de guitare amusant pour augmenter la difficulté ». Deux chansons, No More Mr. Nice Guy d'Alice Cooper et Cherry Bomb de The Runaways, sont réenregistrées pour Warriors of Rock. Sudden Death de Megadeth est la dernière chanson du jeu, sa polyrythmie et ses passages compliqués en faisant l'une des chansons les plus difficiles,.
Warriors of Rock a des chansons supplémentaires disponibles en tant que contenu téléchargeable sur les boutiques en ligne respectives des consoles. Le contenu téléchargeable de Guitar Hero 5, qui comprend des chansons de Guitar Hero World Tour, Guitar Hero: Smash Hits et Band Hero, est compatible avec Warriors of Rock. Plus de 500 chansons sont donc disponibles au lancement du jeu.

## Réception critique
Guitar Hero: Warriors of Rock reçoit des critiques mitigées à positives. La plupart des critiques apprécient que Warriors of Rock tente de se différencier de son concurrent, la série Rock Band, et de retrouver les bases de la série Guitar Hero,. Certains journalistes pensent cependant que Warriors of Rock n'arrive pas à procurer la même expérience des premiers jeux de la série. Arthur Gies d'IGN trouve que le jeu n'a « aucun but ». Pour Tyler Cocke de 1UP.com, Warriors of Rock « semble oublier que les jeux musicaux sont supposés donner du bon temps ». Rivaol de Jeuxvideo.com apprécie l'ajout des pouvoirs qui font évoluer le gameplay. Pour lui, « sans être une révolution, ce nouvel opus mérite qu'on lui porte notre plus grand intérêt ».

## Ventes
Les premières ventes de Warriors of Rock sont en dessous des estimations. 86 000 unités sont vendues aux États-Unis les cinq derniers jours de septembre, alors que Guitar Hero III: Legends of Rock et Guitar Hero World Tour ont atteint respectivement 1,5 million et 500 000 ventes en une semaine,. Les ventes cumulées de Warriors of Rock et DJ Hero 2 en Amérique du Nord n'atteignent pas un million en 2010, ce qui représente 63 % de moins que les ventes cumulées de    Guitar Hero 5, DJ Hero et Band Hero en 2009. C'est en partie à cause de ces mauvais résultats qu'Activision décide en 2011 d'arrêter la série Guitar Hero et d'annuler une suite prévue en 2011,. L'éditeur supprime 500 postes de travail pendant cette restructuration. La série fera finalement son retour en 2015 avec la sortie de Guitar Hero Live.

## Liste des chansons
- A Perfect Circle -  The Outsider
- Aerosmith -  Cryin'
- AFI -  Dancing Through Sunday
- Alice Cooper -  No More Mr. Nice Guy
- Alter Bridge -  Ties That Bind
- Anberlin -  The Feel Good Drag
- Anthrax -  Indians
- Arch Enemy -  Nemesis
- Atreyu -  Ravenous
- Avenged Sevenfold -  Bat Country
- Bad Brains -  Re-Ignition (Live)
- Band of Skulls -  I Know What I Am
- Black Sabbath -  Children of the Grave
- Blind Melon -  Tones of Home
- Blue Öyster Cult -  Burnin' For You
- Bush -  Machinehead
- Buzzcocks -  What Do I Get?
- Children of Bodom -  If You Want Peace... Prepare For War
- Creedence Clearwater Revival -  Fortunate Son
- Deep Purple -  Burn
- Def Leppard -  Pour Some Sugar On Me (Live)
- Dethklok -  Bloodlines
- Dire Straits -  Money For Nothing
- DragonForce -  Fury of the Storm
- Drowning Pool -  Bodies
- Edgar Winter Group -  Free Ride
- Fall Out Boy -  Dance, Dance
- Five Finger Death Punch -  Hard To See
- Flyleaf -  Again
- Foo Fighters -  No Way Back
- Foreigner -  Feel Like the First Time
- George Thorogood -  Move It On Over (Live)
- Interpol -  Slow Hands
- Jane's Addiction -  Been Caught Stealing
- Jethro Tull -  Aqualung
- John 5 feat. Jim Root -  Black Widow of La Porte
- KISS -  Love Gun
- Linkin Park -  Bleed It Out
- Lynyrd Skynyrd -  Call Me The Breeze (Live)
- Megadeth -  Holy Wars... The Punishment Due
- Megadeth -  Sudden Death
- Megadeth -  This Day We Fight!
- Metallica & Ozzy Osbourne -  Paranoid (Live)
- Muse -  Uprising
- My Chemical Romance -  I'm Not Okay (I Promise)
- Neil Young -  Rockin' in the Free World
- Nickelback -  How You Remind Me
- Night Ranger -  (You Can Still) Rock In America
- Nine Inch Nails -  Wish
- Orianthi -  Suffocated
- Pantera -  I'm Broken
- Phœnix -  Lasso
- Poison -  Unskinny Bop
- Queen -  Bohemian Rhapsody
- Queensrÿche -  Jet City Woman
- R.E.M. -  Losing My Religion
- Rammstein -  Waidmanns Heil
- Red Rider (en) -  Lunatic Fringe
- Rise Against -  Savior
- Rush -  Ouverture
- Rush -  The Temple of Syrinx
- Rush -  Discovery
- Rush -  Presentation
- Rush -  Oracle: The Dream
- Rush -  Soliloquy
- RX Bandits -  It's Only Another Parsec...
- Silversun Pickups -  There's No Secrets This Year
- Slash feat. Ian Astbury (en) -  Ghost
- Slayer -  Chemical Warfare
- Slipknot -  Psychosocial
- Snot -  Deadfall
- Soundgarden -  Black Rain
- Steve Vai -  Speeding
- Stone Temple Pilots -  Interstate Love Song
- Strung Out -  Calling
- Styx -  Renegade
- Sum 41 -  Motivation
- Tesla -  Modern Day Cowboy
- The Cure -  Fascination Street
- The Dillinger Escape Plan -  Setting Fire To Sleeping Giants
- The Hives -  Tick Tick Boom
- The Offspring -  Self Esteem
- The Ramones -  Theme From Spiderman
- The Rolling Stones -  Stray Cat Blue
- The Runaways -  Cherry Bomb
- The Vines -  Get Free
- The White Stripes -  Seven Nation Army
- Them Crooked Vultures -  Scumbag Blues
- Third Eye Blind -  Graduate
- Tom Petty and the Heartbreakers -  Listen To Her
- Twisted Sister -  We're Not Gonna Take It
- ZZ Top -  Sharp Dressed Man (Live)